# Годенинці
Годенинці (словен. Godeninci) — поселення в общині Средище-об-Драві, Подравський регіон‎, Словенія.